# Milarépa assis à l'extérieur d'une grotte de montagne
Milarépa assis à l'extérieur d'une grotte de montagne est une thangka peinte par Chöying Dorje, le 10e karmapa, conservé au Tibet Museum - Fondation Alain Bordier à Gruyères (Fribourg), en Suisse.

## Contexte,
En 1613, Chöying Dorje, alors âgé de 9 ans, étudie l'histoire de la vie de Milarépa, pour qui il s'enthousiasme. Au cours du quatrième mois lunaire de cette année, il peint sur papier une image d'un épisode célèbre de la vie de Milarépa, son sauvetage d'un cerf d'un chasseur nommé Gonpo Dorjé. Il s'agit d'une de ses premières œuvres, dont on ne ignore si elle résulte d'une instruction formelle ou de dessin d'un enfant précoce. 
La rencontre de Kyirawa Gonpo Dorje (tibétain : ཁྱི་ར་བ་མགོན་པོ་རྡོ་རྗེ, Wylie : khyi ra ba mgon po rdo rje) et de Milarépa s'est produite à Nyishang Gurta, lieu identifié comme étant Manang au Népal, où se trouve Milarepa Cave, Gandaki (en).
Alors que Milarépa méditait dans une forêt, un cerf effrayé accouru. Milarépa lui chanta un chant dissipant la peur du cerf qui s'est assis aux pieds de Milarépa comme un étudiant aux pieds d'un professeur. Puis vint un chien de chasse en colère poursuivant le cerf, et Milarépa lui chanta un chant, calmant le chien qui s'est assis avec le cerf comme s'ils étaient mère et enfant. Enfin apparu le chasseur, Gonpo Dorjé, dont la colère s'amplifia quand il vit son chien assis à côté du cerf. Il accuse Milarépa d'avoir jeté un sort à son chien, et lève son arc pour lui décocher une flèche. Milarépa lève la main et dit : « Vous avez amplement le temps de tirer votre flèche, alors s'il vous plaît, laissez d'abord un peu de temps. Le temps d'écouter ma chanson. » Le chant de Milarépa dissipa la colère du chasseur qui devint l'élève de Milarepa.

## Description
Dans la partie haute du tableau, un karmapa à la coiffe noire non identifié est représenté. Il pourrait s'agir de Chöying Dorje. L'influence des styles de peinture chinois est évidente. Milarépa  porte un vêtement blanc sur l'épaule gauche et une bande de yoga rouge (yogapatta) sur son épaule droite et sur la poitrine. Généralement, il est figuré tenant sa main droite à l'oreille ; la main gauche repose sur sa jambe gauche et tient un « vase d'abondance »  (purna-kalasha).
Milarépa est représenté avec un teint lumineux et radieux entouré du chasseur avec son chien et un cerf assis au milieu des nuages, avec du brouillard recouvrant les montagnes enneigées en arrière-plan.
Le tableau rappelle un événement de la vie de  Milarépa, quand il persuada un chasseur de s'abstenir de tuer des animaux. Dans un premier temps, un cerf cherche refuge dans la grotte de Milarépa car il est poursuivi par un chien de chasse. Le chasseur, suivant son chien, fut attiré dans la grotte par le chant vibrant de Milarépa. Il a changé son attitude envers la chasse, tandis que le cerf et le chien se reposaient paisiblement à ses côtés.